# ریلا در اینگل‌ساید
ریلا در اینگل ساید (به انگلیسی: Rilla of Ingleside) هشتمین و آخرین جلد از داستان‌های آن شرلی اثر لوسی ماد مونتگمری است.

## خلاصه داستان
ریلا یا برتا ماریلا، دختر آن شرلی است و این بار، داستان، روایت گر بخشی از زندگی اوست. او در اولین مهمانی که به همراه خواهر و برادرانش می‌رود با کنت فورد ملاقات می‌کند و با او می‌رقصد. در همان شب انگلستان به آلمان اعلام جنگ می‌کند و جم یا همان جیمز بلایت همراه جری مردیت به جنگ می‌رود. ریلا در سن ۱۶–۱۷ کودکی بی سرپرست که پدر او به جنگ رفته و مادرش مرده را به عهده می‌گیرد. در روز کنسرت ریلا برای کمک به بلژیکی‌های والتر برای جنگ داوطلب شد، به جنگ می‌رود و …

## مجموعه کتابهای آن شرلی
1. آن در گرین گیبلز (Anne of Green Gables - ۱۹۰۸)
2. آن در اونلی (Anne of Avonlea - ۱۹۰۹)
3. آن در جزیره (Anne of the Island - ۱۹۱۵)
4. آن در خانه رؤیاها (Anne's House of Dreams - ۱۹۱۷)
5. آن در ویندی پاپلز (Anne of Windy Poplars - ۱۹۳۶)
6. آن در اینگل ساید (Anne of Ingleside - ۱۹۳۹)

کتابهای زیر راجع به بچه‌های آن یا دیگر دوستان خانودگی‌شان است. آن در این کتابها حضور دارد اما نقش کمتری بر عهده دارد:
1. درهٔ رنگین کمان (Rainbow Valley - ۱۹۱۹)
2. ریلا در اینگل ساید (Rilla of Ingleside - ۱۹۲۱)
3. از بلیتسها نقل شده است (The Blythes Are Quoted - 2009)[۱]